# Andreas Marlow
Andreas Marlow (* 29. Mai 1963 in Eutin) ist ein Generalleutnant des Heeres der Bundeswehr und Stellvertreter des Inspekteurs des Heeres und Kommandeur Militärische Grundorganisation im Kommando Heer in Strausberg.

## Militärischer Werdegang

### Ausbildung und erste Verwendungen
Marlow trat 1982 beim Panzerbataillon 183 in Boostedt in die Bundeswehr ein und durchlief die Ausbildung zum Offizier der Panzertruppe an der Kampftruppenschule II in Munster. Von 1983 bis 1986 absolvierte er ein Studium der Pädagogik an der Universität der Bundeswehr Hamburg. 1986 bis 1987 folgten Offizierlehrgänge an der Offizierschule des Heeres in Hannover und an der Kampftruppenschule II in Munster. Anschließend war er von 1987 bis 1989 Zugführer und von 1989 bis 1990 Fernmeldeoffizier im Panzerbataillon 183 in Boostedt. 1990 bis 1992 folgte eine Verwendung als Kompaniechef in der 3./Panzerbataillon 513 in Flensburg. 1992 bis 1994 wurde Marlow wiederum beim Panzerbataillon 183, diesmal als Kompaniechef in der 6. Kompanie eingesetzt. Von 1994 bis 1995 war er Stabsoffizier S3 Planung/Ausbildung im Stab der Panzerbrigade 18 in Neumünster. 1995 bis 1997 absolvierte Marlow den 38. Generalstabslehrgang an der Führungsakademie der Bundeswehr in Hamburg, wo er zum Offizier im Generalstabsdienst ausgebildet wurde.

### Dienst als Stabsoffizier
Seine erste Verwendung als Stabsoffizier führte ihn von 1997 bis 1999 als Stabsoffizier G4 zur Panzerbrigade 14 in Neustadt (Hessen). Anschließend nahm Marlow noch an der kanadischen Generalstabsausbildung am Canadian Forces College in Toronto teil. Von 2000 bis 2001 war er als Stabsoffizier G3 Planung/Ausbildung im Fachbereich Führungslehre Heer an der Führungsakademie der Bundeswehr tätig. 2001 bis 2004 folgte eine ministerielle Verwendung als Referent Fü H III 1 Multinationale Zusammenarbeit des Heeres im Führungsstab des Heeres im Bundesministerium der Verteidigung in Bonn. Als Oberstleutnant war Marlow anschließend von 2004 bis 2006 Kommandeur des Panzerbataillon 403 in Schwerin. 2007 bis 2009 wurde er dann Dezernatsleiter I 2 Personalführung der Generalstabsoffiziere Heer, Offiziere Fernmeldetruppe und Feldjägertruppe im Personalamt der Bundeswehr in Köln. 2009 bis 2011 folgte eine weitere ministerielle Verwendung als Referatsleiter PSZ I 4 Personalführung der Generale und Obersten des Heeres im Bundesministerium der Verteidigung in Bonn.

### Dienst als General
Im Juli 2011 übernahm Marlow von Brigadegeneral Benedikt Zimmer das Kommando über die Panzergrenadierbrigade 41 „Vorpommern“ in Torgelow. Dies übergab er im August 2013 an Jürgen-Joachim von Sandrart. Im Anschluss wurde Marlow Kommandeur des Ausbildungszentrum Munster. Nach neun Monaten übergab er im Mai 2014 das Kommando an Brigadegeneral Norbert Wagner. Von 2014 bis zum 2015 war er Leiter des Büros des Generalinspekteurs der Bundeswehr in Berlin. Im Oktober 2015 übernahm er von Generalmajor Eberhard Zorn den Dienstposten als Kommandeur der Division Schnelle Kräfte. Auf diesem Dienstposten erhielt er auch die Beförderung zum Generalmajor. Am 14. März 2019 übergab er diesen Dienstposten an Brigadegeneral Andreas Hannemann, um Anfang April 2019 den Dienstposten als Chef des Stabes der Mission Resolute Support in Afghanistan von Generalleutnant Alfons Mais zu übernehmen. Verbunden damit war die Ernennung zum Generalleutnant. Am 6. Februar 2020 übernahm Marlow wiederum von Generalleutnant Alfons Mais den Dienstposten als Kommandierender General des I. Deutsch-Niederländischen Corps in Münster. Am 9. April 2020 übergab er den Dienstposten in Kabul an Generalleutnant Thorsten Poschwatta und kehrte aus dem Auslandseinsatz zurück. Marlow übernahm Ende März 2022 den Posten als Kommandeur der deutschen Anteile im Multinationalen Korps/Militärische Grundorganisation im Kommando Heer in Strausberg von Generalleutnant Stephan Thomas.
Im Rahmen der Anpassung der Führungsstruktur des Heeres wurden die deutschen Anteile multinationale Korps dem Kommandeur Feldheer unterstellt. Die Funktion des Stellvertreters des Inspekteurs des Heeres ging in diesem Zuge an Generalleutnant Marlow über. Somit lautet seine neue Dienstpostenbezeichnung seit September 2023: "Stellvertreter des Inspekteurs des Heeres und Kommandeur Militärische Grundorganisation".
Seit November 2022 ist Marlow zusätzlich Commander Special Training Command (ST-C). Das ST-C untersteht der European Union Military Assistance Mission in Support of Ukraine (EUMAM Ukraine) und ist als multinationales Ausbildungskommando für die Ausbildung der Ukrainischen Streitkräfte in Deutschland zuständig.

### Auslandseinsätze
- Januar bis Mai 2006 Chef des Stabes 13. Einsatzkontingent KFOR
- Februar bis August 2012 stellvertretender Chef des Stabes für Sicherheit im RC North ISAF[9]
- April 2019 bis April 2020 Chef des Stabes der Mission Resolute Support in Afghanistan

### Auszeichnungen
- Ehrenkreuz der Bundeswehr in Bronze[2]
- Ehrenkreuz der Bundeswehr in Silber[2]
- Ehrenkreuz der Bundeswehr in Gold[2]
- Einsatzmedaille KFOR in Bronze[2]
- Order of Merit in Bronze, awarded for "Serving with the Colours" (Bulgarien)[2]
- Einsatzmedaille ISAF AFG in Bronze[2]
- NATO Einsatzmedaille Afghanistan[2]
- Hochwasser-Medaille der Bundeswehr[2]
- Hochwasser-Medaille des Landes Brandenburg[2]
- Ehrennadel des Landes Sachsen-Anhalt[2]
- Hochwasser-Medaille des Landes Niedersachsen[2]
- Ehrenzeichen für Verdienste in Gold (Niederlande)[2]
- Gedenkkreuz für die Friedensmission in Afghanistan (Italien)[2]
- Einsatzmedaille Resolut Support Mission in Silber[2]
- NATO-Einsatzmedaille Resolut Support[2]
- Afghan Government Decoration[2]
- Legion of Merit Degree of Officer (USA)[2]
- Defence Service Medal (Norwegen)[2]
- Médaille de la Défense nationale in Gold[10]

## Privates
Marlow ist verheiratet.